# ハ5 (エンジン)
ハ5は1930年代に中島飛行機（以下、中島）が開発・製造した複列14シリンダー空冷星型航空機用レシプロエンジンである。大日本帝国陸軍（以下、陸軍）にハ5（ハは発動機を示す陸軍の略記号）として採用され、性能向上型としてハ41とハ109が生まれた。設計担当者は中島の石田義郎技師と吉川晋作技師。
基本コンセプトは中島の草分け的航空機用エンジンである単列9シリンダーの寿（ハ1）を複列14シリンダー化したもので、ボア（シリンダー直径）とストローク（ピストン移動距離）は寿と同一であった。初めは爆撃機用のエンジンとして採用されたが、発展型のハ41とハ109は二式単座戦闘機（キ44、「鍾馗」）にも搭載された。なお、大日本帝国海軍の機体には装備されなかったため海軍式の漢字の通称はない。

## 概要
中島は1928年（昭和3年）のブリストル飛行機製ジュピターのライセンス生産を皮切りに空冷星型エンジンの開発・製造に着手し、数年後にはプラット・アンド・ホイットニーやカーチス・ライトの技術・生産手法も取り入れつつ寿や光（ハ8）といった単列空冷星型エンジンを送り出していた。ちょうど空冷星型エンジンの趨勢は単列から複列に移行しつつあった時期であり、中島でも光の開発と前後して寿を複列化したハ5（社内名称NAL）の製作を進め、1933年（昭和8年）には試作型が完成した。
この試作エンジンは複列14シリンダーで排気量は37.5Lであり、大略的には後に量産されるハ5と共通した特徴を持っていたものの、前列・後列のバルブ開閉用のプッシュロッドとそれを動かすカムがエンジン前面に配置されており、クランクシャフトは一体型で主コンロッドの端部が分割型であったことが後の量産型との大きな違いだった。将来的な性能向上を見越して構造に余裕を持たせるためにこの試作型の設計はリニューアルされ、プッシュロッドとカムは前列と後列で別々の配置となり、主コンロッドを一体型とすることでクランクシャフト側を分割する形式とした。これらの処置によりシリンダーバルブの角度や冷却フィンの大きさを十分に確保できるようになり、さらにコンロッドの剛性及び付随する軸受の耐久強度が高められるなどしてクランク周りの堅牢さが増すことに繋がった。この設計方針の転換は結果的には成功で、後に開発される栄などの複列空冷星型エンジンにも同様の設計方針が採用されている。
NALは陸軍の関心を引き、型式としてハ5（初期最大出力800hp）の名称が与えられたが、同時期に三菱重工業が開発していたハ6とは競合関係にあった。1936年（昭和11年）、陸軍の求めた次世代爆撃機の要求に応えて中島と三菱の両者はそれぞれ自社のエンジンを搭載したキ19とキ21（九七式重爆撃機）を開発するが、結果的に機体は三菱のキ21、そのエンジンは中島のハ5とすることが決定された。日本製エンジンとしては比較的大型だったため、ハ5は爆撃機にのみ搭載されたが、後に開発される発展型のハ41（離昇出力1,260hp）とハ109（離昇出力1,500hp）は、重戦闘機（旋回性よりも速度と火力を重視した戦闘機）の鍾馗に搭載された。
ハ41とハ109も含めたハ5系エンジンの生産は1937年（昭和12年）より中島と三菱で行われ、中島製5,500基（1937年-1944年）、三菱製1,831基（1937年-1941年）となり、ハ5、ハ41、ハ109合わせて7,331基であった。なお、ハ5と同じボアとストロークを持ち各種新機軸を盛り込んだNAL-6というエンジンが社内試作されたが、不具合が多かったため実用化には至らなかった。

## 主要諸元

### ハ5
- タイプ：空冷星型複列14シリンダー
- ボア×ストローク：146mm×160mm
- 排気量：37.5L
- 全長：1,335mm
- 直径：1,255mm
- 乾燥重量：625 kg
- 圧縮比：6.7
- 過給：遠心式スーパーチャージャー1段1速
- 燃料供給方式：キャブレター式
- 離昇馬力　
  - 950HP / 2,200rpm / ブースト+50mmhg
- 公称馬力　
  - 890HP / 2,200rpm / ブースト-50mmhg （高度4,700m）

- 主な搭載機
  - 九七式重爆撃機
  - 九七式軽爆撃機

### ハ41
- 乾燥重量：630kg
- 圧縮比：6.9
- 過給：遠心式スーパーチャージャー1段1速
- 離昇馬力　
  - 1,260HP / 2,500rpm / ブースト+250mmhg
- 公称馬力　
  - 1,260HP / 2,450rpm / ブースト+150mmhg （高度3,700m）

### ハ109
- 全長：1,575mm
- 直径：1,263mm
- 乾燥重量：720kg
- 圧縮比：6.7
- 過給：機械式1段2速
- 燃料供給方式：キャブレター式
- 離昇馬力　
  - 1,500HP / 2,650rpm / ブースト+300mmhg
- 公称馬力　
  - 一速全開　1,440HP / 2,600rpm / ブースト+200mmhg （高度2,100m）
  - 二速全開　1,220HP / 2,600rpm / ブースト+200mmhg （高度5,200m）

- 主な搭載機
  - 一〇〇式重爆撃機
  - 二式単座戦闘機